# Saint-Pierreville
Saint-Pierreville település Franciaországban, Ardèche megyében. Lakosainak száma 515 fő (2022. január 1.). Saint-Pierreville Albon-d’Ardèche, Gluiras, Issamoulenc, Saint-Étienne-de-Serre és Saint-Genest-Lachamp községekkel határos.

## Népesség
A település népessége az elmúlt években az alábbi módon változott:
| Lakosok száma | 606  | 478  | 528  | 508  | 544  | 548  | 544  | 526  | 517  | 515  |
|               | 1968 | 1982 | 1990 | 2006 | 2013 | 2015 | 2017 | 2019 | 2020 | 2022 |